# Melandsvågen
Melandsvågen is een plaats in de Noorse gemeente Bømlo, provincie Vestland. Melandsvågen telt 504 inwoners (2007) en heeft een oppervlakte van 0,83 km².
Foldrøy · Langevåg · Melandsvågen · Mosterhamn · Rubbestadneset · Svortland